# Hans Knecht
Hans Knecht (ur. 29 czerwca 1913 w Albisrieden, zm. 8 marca 1986 w Zurychu) – szwajcarski kolarz szosowy, torowy i przełajowy, dwukrotny szosowy mistrz świata.

## Kariera
Pierwszy sukces w karierze Hans Knecht osiągnął w 1938 roku, kiedy zdobył złoty medal w wyścigu ze startu wspólnego amatorów podczas mistrzostw świata w Zurychu. W zawodach tych wyprzedził bezpośrednio swego rodaka Josefa Wagnera oraz Holendra Joopa Demmenie. Na rozgrywanych osiem lat później mistrzostwach świata w Zurychu ponownie zwyciężył w tej konkurencji, tym razem wśród zawodowców. Pozostałe miejsca na podium zajęli Belgowie: Marcel Kint i Rik Van Steenbergen. Ponadto w 1938 roku wygrał Mistrzostwach Zurychu w kategorii amatorów, Tour du lac Léman i À travers Lausanne w 1943 roku, Zurych-Lozanna w 1944 roku oraz Berner Rundfahrt trzy lata później. Trzykrotnie zdobywał złote medale szosowych mistrzostw kraju, w 1940 roku był trzeci w torowym indywidualnym wyścigu na dochodzenie, a w 1942 roku zajął trzecie miejsce na mistrzostwach Szwajcarii w kolarstwie przełajowym. Nigdy nie wystąpił na igrzyskach olimpijskich. Jako zawodowiec startował w latach 1938-1949.

## Najważniejsze zwycięstwa
- 1938 – mistrzostwo świata amatorów
- 1943 – mistrzostwo Szwajcarii, Tour du Lac Léman
- 1945 – mistrzostwo Szwajcarii
- 1946 – mistrzostwo świata ze startu wspólnego, mistrzostwo Szwajcarii
- 1947 – Berner Rundfahrt